# Witalis Raczkiewicz
Witalis Jerzy Raczkiewicz (ur. 28 stycznia 1937 w Poznaniu, zm. 16 marca 2007 w Warszawie) – polski pianista, pedagog, prorektor filii Akademii Muzycznej w Białymstoku.

## Życiorys

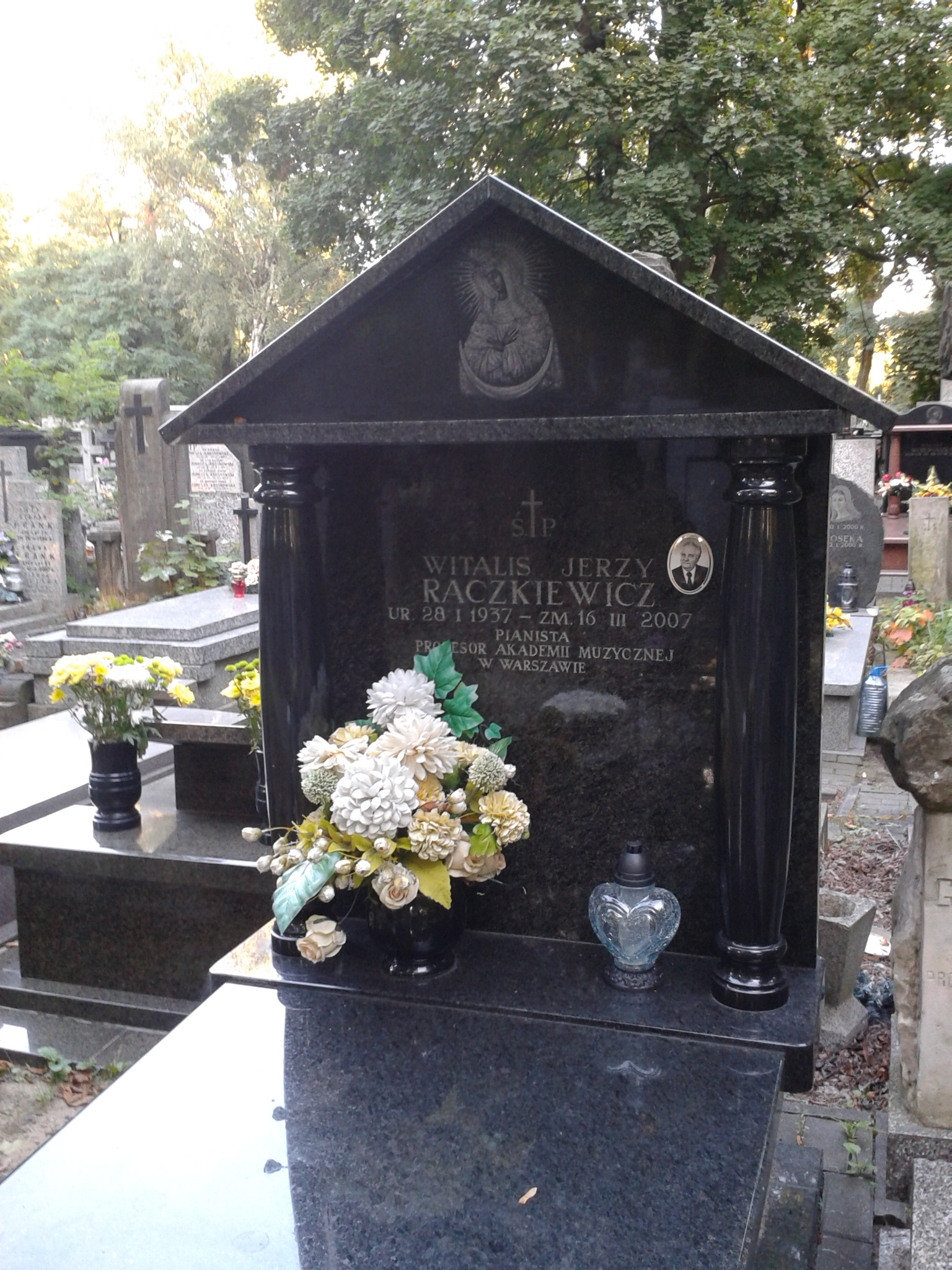
Grób Witalisa Jerzego Raczkiewicza na cmentarzu Bródnowskim

Po ukończeniu średniej szkoły muzycznej w Poznaniu wyjechał do Warszawy, gdzie studiował w Państwowej Wyższej Szkole Muzycznej. W 1974 należał do grona założycieli filii Akademii Muzycznej im. Fryderyka Chopina w Białymstoku. Uzyskał tytuł profesora zwyczajnego, w latach 1981–1984 pełnił funkcję kierownika filii, a następnie od 1984 do 1985 dziekana i pełnomocnika rektora. Od 1996 do 1999 był prorektorem białostockiej filii, oraz wykładał na Wydziale Instrumentalno-Pedagogicznym. Dwukrotnie pełnił funkcję dyrektora, a trzykrotnie sekretarza jury Międzynarodowego Konkursu Pianistycznego im. Fryderyka Chopina. Współpracował z prof. Janem Ekierem w zakresie opracowania Wydania Narodowego Dzieł Fryderyka Chopina oraz wydania drukiem rond Fryderyka Chopina. Zainicjował powstanie Międzynarodowego Konkursu Duetów Fortepianowych w Białymstoku, był jego dyrektorem i jurorem. Został pochowany na cmentarzu Bródnowskim (kw. 22A, rząd 6, grób 3)
Prof. Witalis Jerzy Raczkiewicz jest patronem Państwowej Szkoły Muzycznej I-go stopnia w Gołdapi.

## Odznaczenia
W uznaniu zasług dla pracy pedagogicznej został odznaczony m.in. Złotym Krzyżem Zasługi i Krzyżem Kawalerskim Orderu Odrodzenia Polski, a także nagrodami Ministra Kultury i Sztuki i innymi.